# Джованні Паоло І Сфорца
Джованні Паоло I Сфорца (італ. Giovanni Paolo I Sforza, 1497—1535), також відомий як Джованні Паоло I (італ. Giovanni Paolo I) і Джанпаоло I Сфорца (італ. Giampaolo I Sforza) — італійський кондотьєр, засновник лінії маркізів Караваджо.
Джованні Паоло був позашлюбним сином міланського герцога Людовіко Марія Сфорца та Лукреції Кривеллі. У 1513 році, коли його брат Массіміліано на короткий час відновив правління сімейства Сфорца в Мілані, Джованні Паоло взяв участь в обороні Новарів від французів. Коли в 1525 аналогічну спробу зробив інший його брат, Франческо II Марія Сфорца, Джованні Паоло був обложений в Кастелло Сфорцеско іспанськими військами під керівництвом Антоніо де Лейва. Через три роки він був обложений у Лоді.
У 1532 році, після того, як у Болоньї був підписаний мир між Франческо і Карлом V, Джованні Паоло отримав титул маркіза Караваджо. Три роки по тому, після смерті Франческо, він вирушив у Неаполітанське королівство, що знаходилося тоді під владою Іспанії, щоб пред'явити свої права на Міланське герцогство, проте на півдорозі, у Флоренції, помер за дивних обставин. Ходили чутки, що його отруїли за наказом Де Лейва.